# Provincial Parks in New Brunswick
Dieser Artikel gibt eine Übersicht über die zurzeit 32 (Stand: April 2016) Provincial Parks in der kanadischen Provinz New Brunswick. Die Parks werden vom verschiedenen Stellen (z. B. dem "Department of Tourism, Heritage and Culture" oder dem "Department of Natural Resources") verwaltet.

## Liste
| IUCN-Kategorie (a) | WDPA-ID   | Name                             | Fläche in km² | Gründungsdatum | Internetseite                                                                    |
| ------------------ | --------- | -------------------------------- | ------------- | -------------- | -------------------------------------------------------------------------------- |
|                    |           | Anchorage Provincial Park        |               |                | Anchorage Provincial Park auf der Webseite des "Department of Tourism and Parks" |
|                    |           | Beechwood Provincial Park        |               |                | Department of Natural Resources                                                  |
|                    |           | De la République Provincial Park |               |                | Parks auf der Webseite des "Department of Tourism and Parks"                     |
|                    |           | Escuminac Provincial Park        |               |                | Department of Natural Resources                                                  |
|                    |           | Glenwood Provincial Park         |               |                | Department of Natural Resources                                                  |
|                    |           | Hay Island Provincial Park       |               |                | Department of Natural Resources                                                  |
|                    |           | Herring Cove Provincial Park     |               |                | Parks auf der Webseite des "Department of Tourism and Parks"                     |
|                    |           | Hopewell Rocks Provincial Park   |               |                | Department of Tourism and Parks                                                  |
|                    |           | Parc de l'aboiteau               |               |                | Department of Natural Resources                                                  |
|                    |           | Lake George Provincial Park      |               |                | Department of Natural Resources                                                  |
|                    |           | Lakeside Provincial Park         |               |                | Department of Natural Resources                                                  |
|                    |           | Little Lake Provincial Park      |               |                | Department of Natural Resources                                                  |
| II                 | 555558151 | Mactaquac Provincial Park        | 5,44          | 1965           | Mactaquac Provincial Park auf der Webseite des "Department of Tourism and Parks" |
|                    |           | McGraw Brook Provincial Park     |               |                | Department of Natural Resources                                                  |
|                    |           | Middle Island Provincial Park    |               |                | Department of Natural Resources                                                  |
| II                 | 555558159 | Mount Carleton Provincial Park   | 173,13        |                | Parks auf der Webseite des "Department of Tourism and Parks"                     |
|                    |           | Muniac Provincial Park           |               |                | Department of Natural Resources                                                  |
|                    |           | Murray Beach Provincial Park     |               |                | Parks auf der Webseite des "Department of Tourism and Parks"                     |
|                    |           | New River Beach Provincial Park  |               |                | Parks auf der Webseite des "Department of Tourism and Parks"                     |
|                    |           | Oak Bay Provincial Park          |               |                | Department of Natural Resources                                                  |
|                    |           | Parlee Beach Provincial Park     |               |                | Parks auf der Webseite des "Department of Tourism and Parks"                     |
|                    |           | Pokeshaw Provincial Park         |               |                | Department of Natural Resources                                                  |
|                    |           | Saint Croix Provincial Park      |               |                | other                                                                            |
|                    |           | Sandy Point Provincial Park      |               |                | Department of Natural Resources                                                  |
|                    |           | Shippagan Provincial Park        |               |                | Department of Natural Resources                                                  |
|                    |           | Sugarloaf Provincial Park        |               |                | Parks auf der Webseite des "Department of Tourism and Parks"                     |
|                    |           | Sunbury Oromocto Provincial Park |               |                | Department of Natural Resources                                                  |
|                    |           | The Enclosure Provincial Park    |               |                | Department of Natural Resources                                                  |
|                    |           | Val Comeau Provincial Park       |               |                | other                                                                            |
|                    |           | Woolastook Provincial Park       |               |                | Department of Natural Resources                                                  |
|                    |           | Youghall Beach Provincial Park   |               |                | Department of Natural Resources                                                  |